# Schnellkupplungsrohr

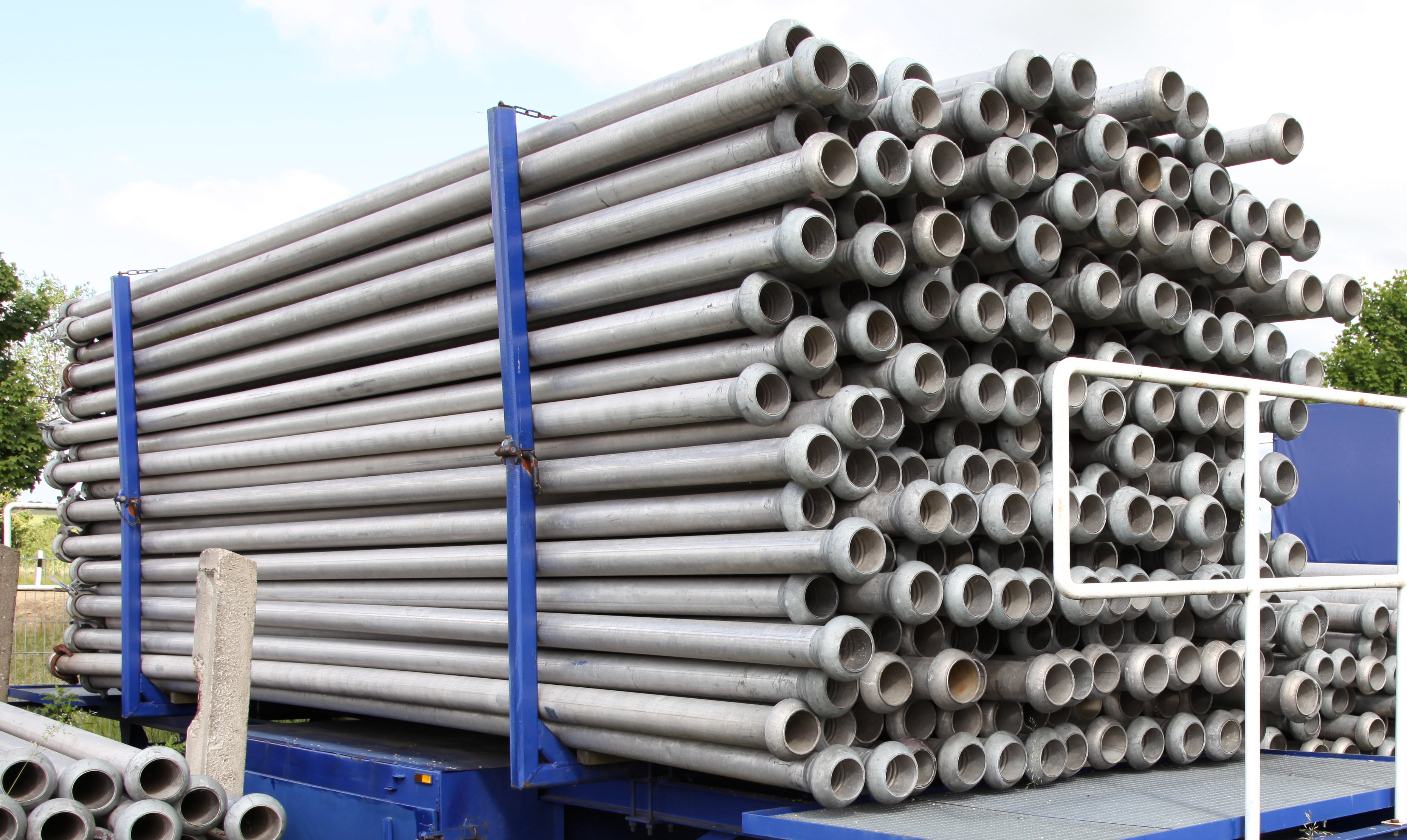
Schnellkupplungsrohre auf einem Anhänger mit Rungen beim THW Neuruppin. Dank der Plattformen vorne und hinten, können die Rohre von zwei Helfern bei langsamer Fahrt entlang der geplanten Förderstrecke zu weiteren Helfern hinuntergereicht werden, die dann die Rohre verbinden.

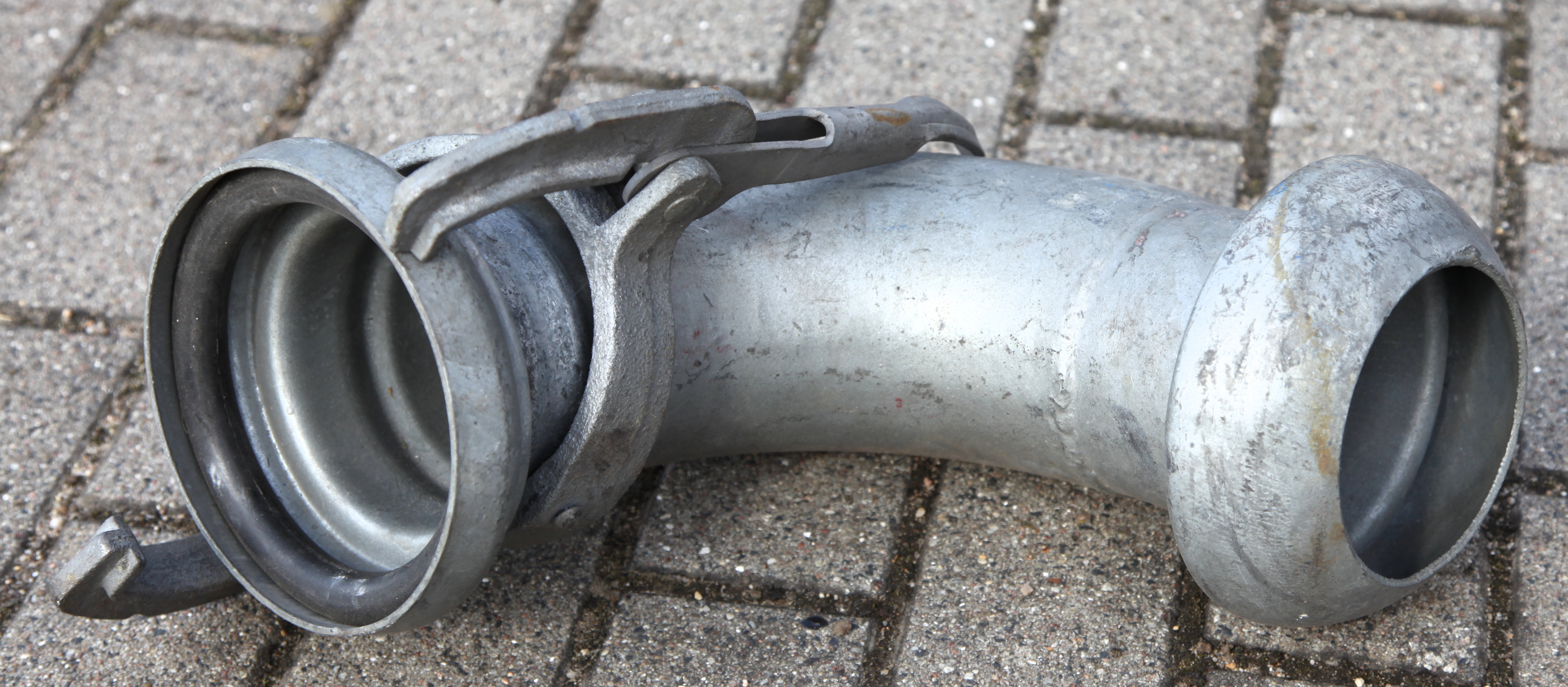
Schnellkupplungsrohr als Bogenstück. Im weiblichen Teil der Kupplung (links) sitzt der Dichtungsring.

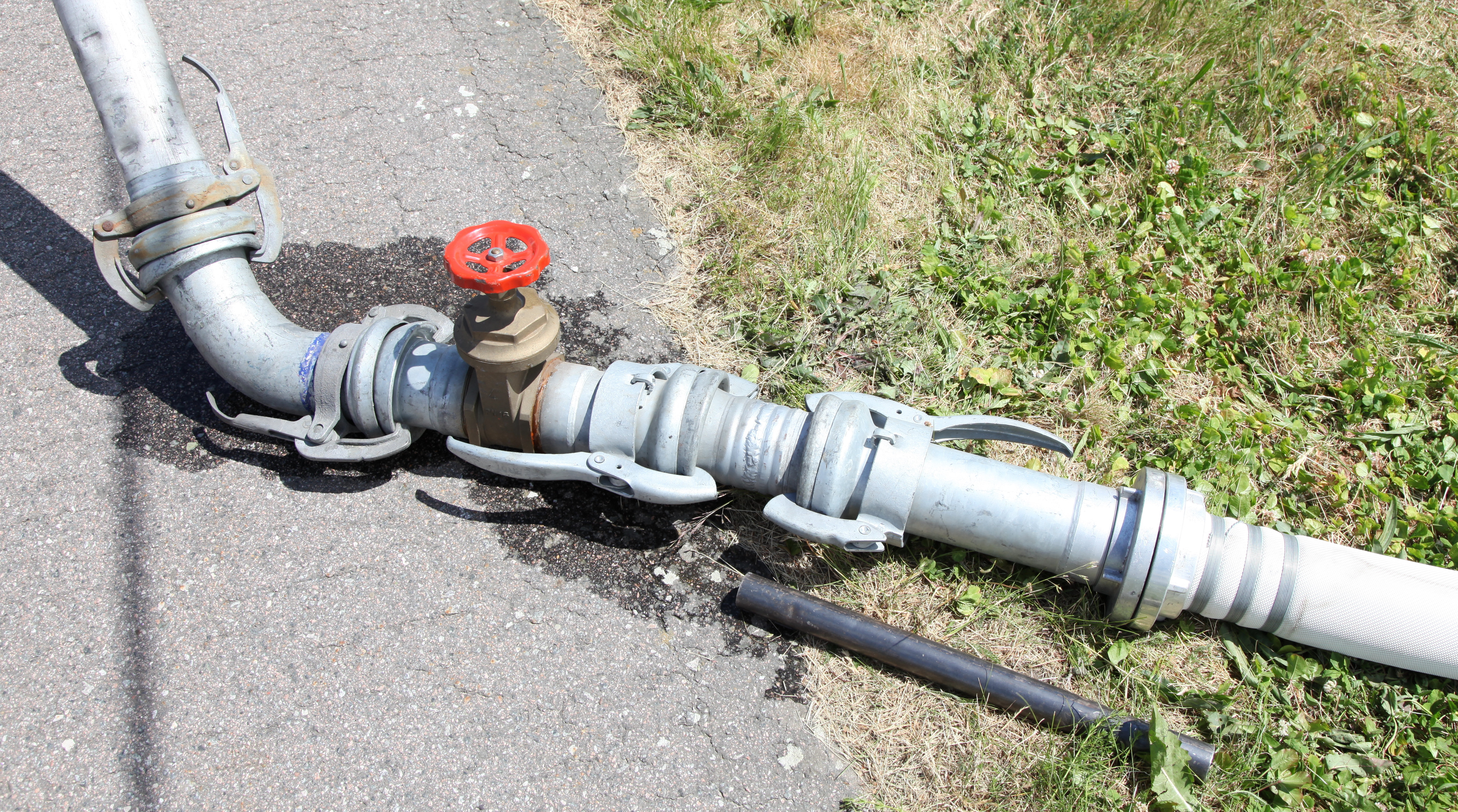
Verschiedene Zubehörteile: Bogen, Schieber, Adapter mit zwei männlichen Seiten, Übergang zu Storz-Druckkupplung Größe A. Davor liegt ein Rohrstück, welches als Verlängerung zum Schließen und Öffnen der Kupplungshebel dient.

Schnellkupplungsrohre (SK-Rohre) sind Rohre und Rohrelemente mit Kupplungsteilen, die eine sichere Verbindung mit gleichartigen Rohren durch einfache Handgriffe in kurzer Zeit ermöglichen und sich ebenso schnell wieder trennen lassen. Umgangssprachlich werden die Rohre nach dem Autor Karl Ludwig Lanninger als Lanninger-Rohre bezeichnet und vorwiegend in der Landwirtschaft zur Wasserförderung bei der Bewässerung genutzt.
Das verwendete Perrot-Kupplungssystem wird auch als Schlauchkupplung eingesetzt.

## Eigenschaften
Die Rohre bestehen aus feuerverzinktem Stahl oder Aluminium, sind üblicherweise 6 Meter lang und werden mit Innendurchmessern bis zu 300 mm gefertigt. Am Ende befindet sich je eine Kardankupplung (welche auch Perrot-Kupplung genannt wird) in Form eines Vater- und eines Mutterstücks. Im weiblichen Teil der Kupplung sitzt ein Gummi O-Ring zur Abdichtung der Verbindung. Da die Kupplungen nicht Hermaphrodit sind, ist beim Verlegen auf die Ausrichtung der Rohre und Zubehörteile zu achten oder es müssen bei Bedarf kurze Adapterstücke mit zwei männlichen Kupplungsseiten eingebaut werden. Die Kupplungen erlauben ein Abwinkeln von zwei verbundenen Elementen um mindestens 6° in jede Richtung. Dadurch lassen sich Bodenunebenheiten ausgleichen oder Kurven mit großem Radius bauen. Zum Schließen und Öffnen der Kupplung wird meistens eine Hebelverlängerung für die Kupplungsgriffe in Form eines Metallrohres benutzt. Einzelrohre können aus einer bereits verlegten Rohrleitung ausgetauscht werden, ohne dass die ganze Rohrleitung in Längsrichtung verschoben werden muss.
Zum System gehören verschiedene Zubehörteile wie Bögen, T-Stücke, Absperrschieber, Übergangsstücke zu Storz-Kupplungen und Verteiler.

## Einsatz

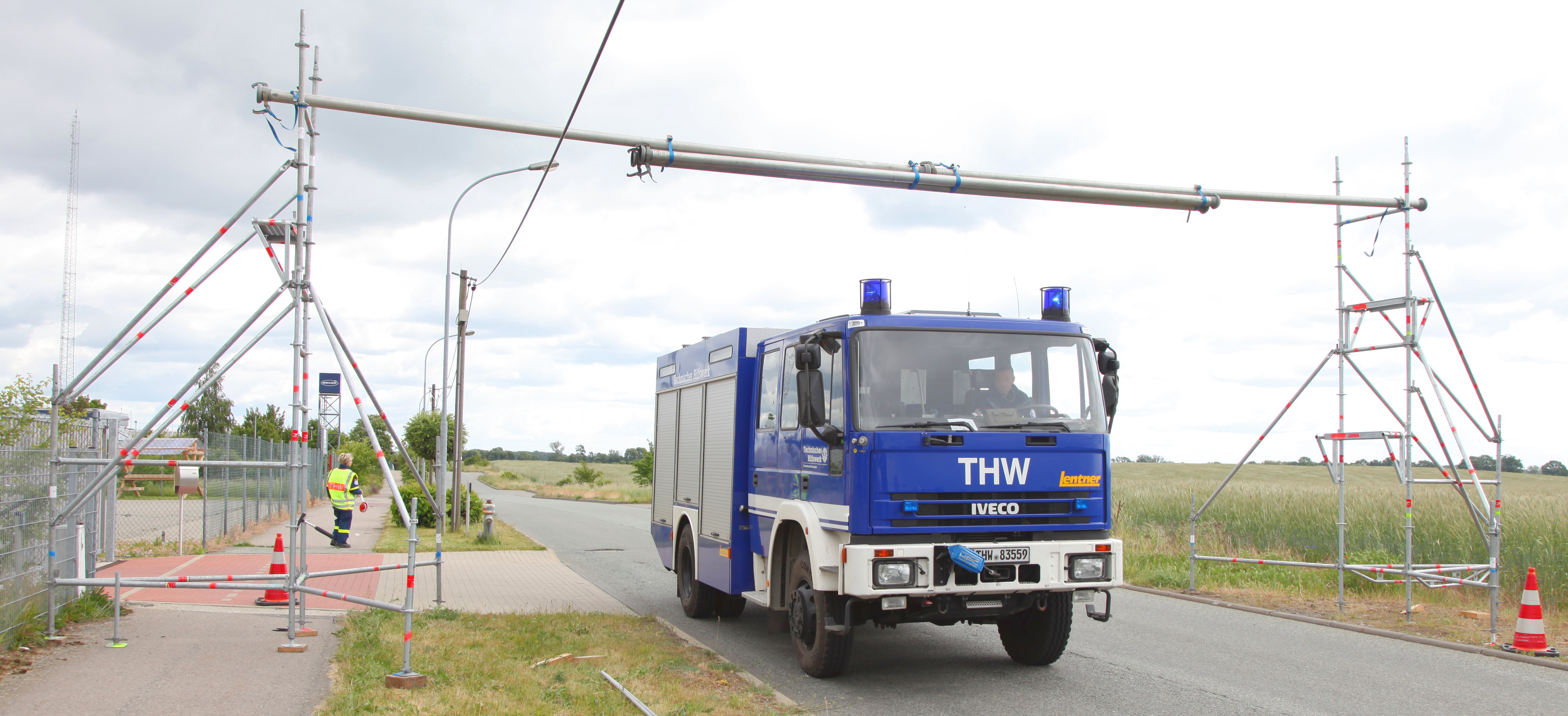
Straßenüberbauung mit dem EGS zur Wasserförderung über lange Strecken

In Deutschland werden bei Hilfsorganisationen wie der Feuerwehr oder dem Technischen Hilfswerk Rohre mit 105 mm Innendurchmesser zur Wasserförderung über lange Wegstrecken genutzt. Aufgrund der im Vergleich zu Schlauchleitungen wesentlich geringeren Strömungsverluste (0,26 bar bei einem Aluminiumrohr im Vergleich zu 1,12 bar bei einem B-Schlauch bei 800 l/min Förderstrom und 100 m Länge) lohnt sich der Einsatz von Schnellkupplungsrohren hier besonders. Bei Großschadenereignissen wie ausgedehnten Waldbränden fällt der längere Vorlauf für den Aufbau einer langen Rohrleitung (über mehrere Kilometer) kaum ins Gewicht, da die Brandbekämpfung mehrere Tage in Anspruch nehmen kann und große Mengen Wasser benötigt werden, die nicht aus dem öffentlichen Hydrantennetz entnommen werden können, sondern aus einem Oberflächengewässer herbeigeführt werden müssen. So kann dann auch ein Zwischenspeicher gefüllt werden, der sich näher am Brandherd befindet und den Tanklöschfahrzeuge dann im Pendelverkehr anfahren.
Nachteilig ist der hohe Aufwand an Lager- und Transportkapazitäten für die Rohre, so dass nur wenige Feuerwehren ein solches System vorhalten. Der Ortsverband Neuruppin des THW hält z. B. Rohrleitungen für ca. 8 km Rohrstrecke und Zubehörteile vorrätig und hat diese teilweise sogar permanent auf Anhängern verlastet, um schnell einsatzbereit zu sein. Durch den Aufbau von Straßenüberführungen mit dem Einsatzgerüstsystem (EGS) können auch Wege gekreuzt werden, ohne den Verkehr zu behindern.